# Lộ Kiều
Lộ Kiều (chữ Hán phồn thể: 路橋區chữ Hán giản thể: 路桥区, âm Hán Việt: Lộ Kiều khu) là một quận thuộc địa cấp thị Thai Châu, tỉnh Chiết Giang, Cộng hòa Nhân dân Trung Hoa. Lộ Kiều nằm ở trung bộ duyên hải Chiết Giang, có diện tích 21,33 km², dân số 410.000 người. Mã số bưu chính là 318050. Chính quyền nhân dân quận đóng ở nhai đạo Lộ Bắc. Lộ Kiều có [[Sân bay Hoàng Nham. Quận này được lập năm 1994. Về mặt hành chính, quận Lộ Kiều được chia ra 6 nhai đạo, 4 trấn. Tổng cộng có 46 khu cư dân, 287 thôn hành chính.
- Nhai đạo biện sự xứ: Lộ Nam, Lộ Kiều, Lộ Bắc, Loa Dương, Phong Giang, Đồng Tự.
- Trấn: Tân Kiều, Hoành Nhai, Kim Thanh, Liên Nhai.